# Benham
Benham – miasto w Stanach Zjednoczonych, w stanie Kentucky, w hrabstwie Harlan.